# Karszewo (Korsze)
Karszewo (deutsch Karschau) ist ein Dorf in der polnischen Woiwodschaft Ermland-Masuren. Es gehört zur Gmina Korsze (Stadt- und Landgemeinde Korschen) im Powiat Kętrzyński (Kreis Rastenburg).

## Geographische Lage
Karszewo liegt in der nördlichen Mitte der Woiwodschaft Ermland-Masuren, 20 Kilometer nordwestlich der Kreisstadt Kętrzyn (deutsch Rastenburg).

## Geschichte
Das damalige Karschau war vor 1945 ein Dorf mit einem großen Gut. 1874 wurde es in den neu errichteten Amtsbezirk Dönhofstädt (polnisch Drogosze) eingegliedert, der zum Kreis Rastenburg im Regierungsbezirk Königsberg in der preußischen Provinz Ostpreußen gehörte.
Am 30. September 1928 schlossen sich der Gutsbezirk Karschau und der Gutsbezirk Glittehnen (polnisch Glitajny) zur neuen Landgemeinde Karschau zusammen. Dem folgte am 23. Mai 1929 eine Umgliederung der Gemeinde Karschau vom Amtsbezirk Dönhofstädt in den Amtsbezirk Korschen.
Im Jahre 1910 waren in Karschau 198 Einwohner registriert, 1933 waren es bereits 460 und 1939 noch 434.
Als 1945 in Kriegsfolge das gesamte südliche Ostpreußen an Polen fiel, war auch Karschau davon betroffen. Das Dorf erhielt die polnische Namensform „Karszewo“ und ist heute eine Ortschaft im Verbund der Stadt- und Landgemeinde Korsze (Korschen) im Powiat Kętrzyński (Kreis Rastenburg), bis 1998 der Woiwodschaft Olsztyn, seither der Woiwodschaft Ermland-Masuren zugehörig. Im Jahre 2011 betrug die Zahl der Einwohner 89.

## Kirche
Bis 1945 war Karschau in die evangelische Kirche Leunenburg (polnisch Sątoczno) in der Kirchenprovinz Ostpreußen der Kirche der Altpreußischen Union sowie in die katholische Kirche Korschen im damaligen Bistum Ermland eingepfarrt.
Heute gehört Karszewo evangelischerseits zur Pfarrei in Kętrzyn mit Filialgemeinden in Barciany (Barten) und Bartoszyce (Bartenstein) innerhalb der Diözese Masuren der Evangelisch-Augsburgischen Kirche in Polen. Katholischerseits ist die nächste Pfarrei die in Korsze, jetzt dem Erzbistum Ermland zugehörig.

## Verkehr
Karszewo liegt an einer Nebenstraße, die von Giełpsz (deutsch Gelbsch) über Wiklewko (Klein Winkeldorf) nach Wiklewo (Winkeldorf) führt.  Von Bykowo (Bollendorf) aus führt eine Landwegverbindung nach Karszewo. Eine Bahnanbindung existiert nicht.

## Persönlichkeiten
- Adda von Königsegg (1872–1945), deutsche Krankenschwester und Schriftstellerin